# Dendrophthoe pentandra
Dendrophthoe pentandra är en tvåhjärtbladig växtart som först beskrevs av Carl von Linné, och fick sitt nu gällande namn av Friedrich Anton Wilhelm Miquel. Dendrophthoe pentandra ingår i släktet Dendrophthoe och familjen Loranthaceae. Inga underarter finns listade i Catalogue of Life.